# Buck Barrow
Marvin Ivan "Buck" Barrow (Iowa, 14 de março de 1905 - Perry, 29 de julho de 1933) foi um criminoso, assassino e ladrão com a ajuda do seu irmão mais novo Clyde Barrow e de sua esposa Blanche Barrow. 

## Vida
Bonnie Parker, Clyde Barrow e seu irmão Buck formaram uma quadrilha chamada "The Barrow Gang". Clyde Barrow e sua namorada Bonnie Parker assaltaram bancos e mataram agentes da polícia, assim como Buck Barrow e sua esposa Blanche Barrow. No dia 29 de julho de 1933, Buck Barrow foi morto a tiros por agentes da polícia. Em 1967, Arthur Penn assinou o filme: Bonnie e Clyde (Bonnie and Clyde) (1967) com Warren Beatty no papel de Clyde Barrow, Faye Dunaway no papel de Bonnie Parker, Gene Hackman no papel de Buck Barrow e Estelle Parsons no papel de Blanche Barrow.